# Liste des films soviétiques sortis en 1978
Cet article présente une liste de films produits en Union soviétique et sortis en 1978.

## 1978
Les titres en français sont en grande majorité des traductions automatiques et non les titres attribués par les distributeurs dans les pays francophones.
Pour le classement annuel, la liste des titres a été établie en se basant sur les répertoires des pages Wikipédia en russe complétées par les listes des sites «kino-teatr» et «kinopoisk» d'où le nombre important de films que l'on trouve dans les références.
Pour les titres où l'on manque de précisions, seule l'année est indiquée : année de réalisation, année de sortie ou les deux ?. Bien que cela puisse paraître superflu, 1978 est inscrit pour chacun de ces titres pour montrer que la vérification a été faite.
On remarque que, la plupart du temps, il n'y a pas de première pour les courts métrages ainsi que pour les dessins animés et les documentaires de courte durée.
| Titre                                                                              | Titre original                                                                              | Date de sortie                                                       | Réalisateur                                                                              |
| ---------------------------------------------------------------------------------- | ------------------------------------------------------------------------------------------- | -------------------------------------------------------------------- | ---------------------------------------------------------------------------------------- |
| Aérodrome de remplacement                                                          | ru:Запасной аэродром (фильм)                                                                | 30 janvier 1978                                                      | Ilia Iakovlevitch Gourine (ru)                                                           |
| Allez comprendre film à sketchs avec Les Cochons de Bakouly et Le Prétendant rural | ru:Поди-ка разберись (киноальманах) (фильм, 1976) (''Свиньи Бакулы'' и ''Сельский ухажёр'') | juin 1978 à Moscou                                                   | réalisés respectivement par Bidzina Erastovitch Ratchvelichvili et Rezo Tcharkhalachvili |
| Les Anneaux d'Amanzor                                                              | ru:Кольца Альманзора                                                                        | 24 mars 1978                                                         | Igor Matveïevitch Voznessenski (ru)                                                      |
| Anniversaire                                                                       | ru:День рождения (фильм, 1977)                                                              | 23 janvier 1978 à la télévision à Moscou                             | Rassim Odjagov                                                                           |
| Assia                                                                              | ru:Ася (фильм, 1977)                                                                        | 13 mars 1978                                                         | Iossif Kheïfitz                                                                          |
| Attends un peu ! (numéro 12)                                                       | ru:Ну, погоди! (выпуск 12)                                                                  | 8 avril 1978                                                         | Viatcheslav Kotionotchkine                                                               |
| Biriouk, l'ermite                                                                  | ru:Бирюк (фильм)                                                                            | aout 1978                                                            | Roman Balaïan                                                                            |
| Le Blocus                                                                          | ru:Блокада (киноэпопея)                                                                     | 17 février 1975 (épisodes 1 et 2) et 24 avril 1978 (épisodes 3 et 4) | Mikhaïl Ivanovitch Ierchov (ru)                                                          |
| Cette dangereuse porte de balcon                                                   | ru:Эта опасная дверь на балкон                                                              | 3 mars 1978 à Moscou                                                 | Dzidra Ritenberga                                                                        |
| Le Champ d'Aïsoulou                                                                | ru:Поле Айсулу                                                                              | 18 décembre 1978 à Moscou                                            | Oussenjan Mominovitch Ibraguimov                                                         |
| Le Choix                                                                           | ru:Выбор (фильм, 1975)                                                                      | 1978 à la télévision à Moscou                                        | Eldor Ourazbaïev                                                                         |
| Comme la brume matinale                                                            | ru:Как утренний туман (фильм, 1976)                                                         | aout 1978                                                            | Guenrikh Chotaïevitch Khodjava (ru)                                                      |
| Le Courageux Inspecteur Mamotchkine                                                | ru:Бравый инспектор Мамочкин                                                                | aout 1978                                                            | Garri Bardine                                                                            |
| Dans la zone d'attention spéciale                                                  | ru:В зоне особого внимания                                                                  | 23 février 1978                                                      | Andreï Igorevitch Malioukov (ru)                                                         |
| Le Désastre                                                                        | ru:Беда (фильм)                                                                             | 13 mars 1978                                                         | Dinara Assanova                                                                          |
| Dialogue                                                                           | ru:Диалог (фильм)                                                                           | 7 aout 1978 à la télévision                                          | Sergueï Kolossov                                                                         |
| Ennemis                                                                            | ru:Враги (фильм, 1977)                                                                      | 18 décembre 1978                                                     | Rodion Nakhapetov                                                                        |
| Et nous avons eu le silence...                                                     | ru:А у нас была тишина…                                                                     | 17 février 1978                                                      | Vladimir Gueorguievitch Chamchourine (ru)                                                |
| Et puis tu reviendras...                                                           | ru:И тогда ты вернешься... (фильм, 1976)                                                    | 29 janvier 1978 à la télévision                                      | Levon Gratchievitch Grigorian                                                            |
| Feu, amour et pompiero                                                             | ru:Пожар, любовь и помпиеро (фильм, 1977)                                                   | 1978 à la télévision à Tbilissi                                      | Gouram Vassilievitch Pataraïa (ru)                                                       |
| Fille, veux-tu jouer dans un film ?                                                | ru:Девочка, хочешь сниматься в кино?                                                        | 17 aout 1978                                                         | Adolf Solomonovitch Bergounker (ru)                                                      |
| La Fleur écarlate                                                                  | ru:Аленький цветочек (фильм)                                                                | 25 aout 1978 en URSS                                                 | Irina Igorevna Povolotskaïa (ru)                                                         |
| Je garantis la vie                                                                 | ru:Гарантирую жизнь                                                                         | janvier 1978                                                         | Boris Mikhaïlovitch Stepanov (ru)                                                        |
| Garib au pays des djinns                                                           | ru:Гариб в стране Джиннов                                                                   | 3 juillet 1978 à Moscou                                              | Ali-Sattar Atakichiev                                                                    |
| La Gentillesse                                                                     | ru:Доброта (фильм)                                                                          | avril 1978                                                           | Edouard Aleksandrovitch Gavrilov (ru)                                                    |
| Harmonie                                                                           | ru:Гармония (фильм)                                                                         | 1er aout 1978                                                        | Живолуб, Виктор Николаевичfr=Viktor Nikolaïevitch Jivoloub (ru)                          |
| Incognito de Saint-Pétersbourg                                                     | ru:Инкогнито из Петербурга                                                                  | 17 juillet 1978                                                      | Leonid Gaïdaï                                                                            |
| Jeudi ou jamais                                                                    | ru:В четверг и больше никогда                                                               | novembre 1978                                                        | Anatoli Efros                                                                            |
| La Maison perdue                                                                   | ru:Потерянный кров (фильм)                                                                  | mai 1978 à Vilnius                                                   | Almantas Grikevičius                                                                     |
| Maison sous le soleil brûlant                                                      | ru:Дом под жарким солнцем                                                                   | octobre 1978 à Moscou                                                | Gueorgui Vladimirovitch Bzarov et Zinovi Aleksandrovitch Roïzman (ru)                    |
| Le Mariage                                                                         | ru:Женитьба (фильм, 1977)                                                                   | 22 mai 1978                                                          | Vitali Melnikov                                                                          |
| Mémoire...                                                                         | ru:Воспоминание...                                                                          | octobre 1978                                                         | Vitaliy Serhiyovytch Kondratov (uk)                                                      |
| Mine d'or                                                                          | ru:Золотая мина                                                                             | 24 juin 1978 à la télévision                                         | Ievgueni Tatarski                                                                        |
| La Nuit de la nouvelle lune                                                        | ru:В ночь на новолуние                                                                      | novembre 1978 en URSS                                                | Ioussoup Abdourakhmanovitch Danialov et Dmitri Petrovitch Korjikhine                     |
| Ose dire non !                                                                     | ru:Умей сказать «нет!»                                                                      | 6 mars 1978 à Moscou                                                 | Khodjakouli Narliev                                                                      |
| La Petite ville d'Anara                                                            | ru:Городок Анара                                                                            | 14 mars 1978 à Moscou                                                | Irakli Kvirikadze                                                                        |
| Pour le bien des autres                                                            | ru:Ради других (фильм)                                                                      | mars 1978 à Moscou                                                   | Yoʻldosh Aʼzamov                                                                         |
| Qui ira à Trouskavets?                                                             | ru:Кто поедет в Трускавец                                                                   | 26 mai 1978 à la télévision                                          | Valeri Bakievitch Akhadov (ru)                                                           |
| Racine de la vie                                                                   | ru:Корень жизни                                                                             | septembre 1978                                                       | Nikolaï Trofimovitch Guibou                                                              |
| Sept Mariés enlevés                                                                | ru:Семь похищенных женихов                                                                  | juillet 1978 à Moscou                                                | Soukhbat Madjidovitch Khamidov (ru)                                                      |
| Le Siècle terrible                                                                 | ru:Грозный век (фильм-балет)                                                                | mars 1978                                                            | Vadim Derbeniov et Iouri Grigorovitch                                                    |
| Le Signe de l'éternité                                                             | ru:Знак вечности                                                                            | 27 mars 1978                                                         | David Iakovlevitch Kotcharian                                                            |
| Si tu t'en vas...                                                                  | ru:Если ты уйдёшь...                                                                        | aout 1978                                                            | Vitali Iemelianovitch Chounko et Nikolaï Ignatievitch Litous (ru)                        |
| Sois ma belle-mère                                                                 | ru:Будьте моей тёщей!                                                                       | 5 juin 1978 à Moscou                                                 | Karlis Marsons (ru)                                                                      |
| Tandis que les montagnes se dressent                                               | ru:Пока стоят горы                                                                          | 25 novembre 1978                                                     | Vadim Vassilievitch Mikhaïlov (ru)                                                       |
| Tchebourachka                                                                      | ru:Чебурашка (мультфильм, 1971)                                                             | 25 février 1978                                                      | Roman Katchanov                                                                          |
| Traître                                                                            | ru:Предательница (фильм, 1977)                                                              | 11 janvier 1978                                                      | Nikita Gueorguievitch Khoubov (ru)                                                       |
| Un Beau Jour film à sketchs avec Suite et Un Beau Jour                             | ru:В один прекрасный день (фильм, 1976) (Сюита и В один прекрасный день)                    | novembre 1978 à Moscou                                               | réalisés respectivement par Roustam Ibraguimbekov et Iouli Solomonovitch Gousman (ru)    |
| Une grue dans le ciel                                                              | ru:Журавль в небе (фильм)                                                                   | 12 juin 1978                                                         | Samson Samsonov et Arkadi Vassilievitch Sirenko (ru)                                     |
| Venez dans la vallée des raisins                                                   | ru:Приди в долину винограда                                                                 | 10 janvier 1978 à Moscou                                             | Gueorgui Chenguelaïa                                                                     |
| Le Vent de « L'Espoir »                                                            | ru:Ветер «Надежды»                                                                          | 27 mars 1978                                                         | Stanislav Govoroukhine                                                                   |
| Les Veuves                                                                         | ru:Вдовы (фильм, 1976)                                                                      | 13 février 1978                                                      | Sergueï Mikaelian                                                                        |
| Voile blanc                                                                        | ru:Белая мгла (фильм, 1977)                                                                 | 22 mai 1978 à Moscou                                                 | Khodjadourdy Narliev (ru)                                                                |
| La Voix magique de Djelsomino                                                      | ru:Волшебный голос Джельсомино                                                              | 31 décembre 1978                                                     | Tamara Lissitsian                                                                        |
| Voyage chaotique                                                                   | ru:Ералашный рейс                                                                           | juillet 1978                                                         | Oleg Borissovitch Fialko (ru)                                                            |